# Archanara geminipuncta
The Twin-spotted Wainscot (Archanara geminipuncta) là một loài bướm đêm thuộc họ Noctuidae. Nó được tìm thấy ở châu Âu và tây nam châu Á.
Sải cánh dài 27–32 mm. Con trưởng thành bay từ tháng 6 đến tháng 10 tùy theo địa điểm.
Ấu trùng ăn Phragmites.

## Hình ảnh

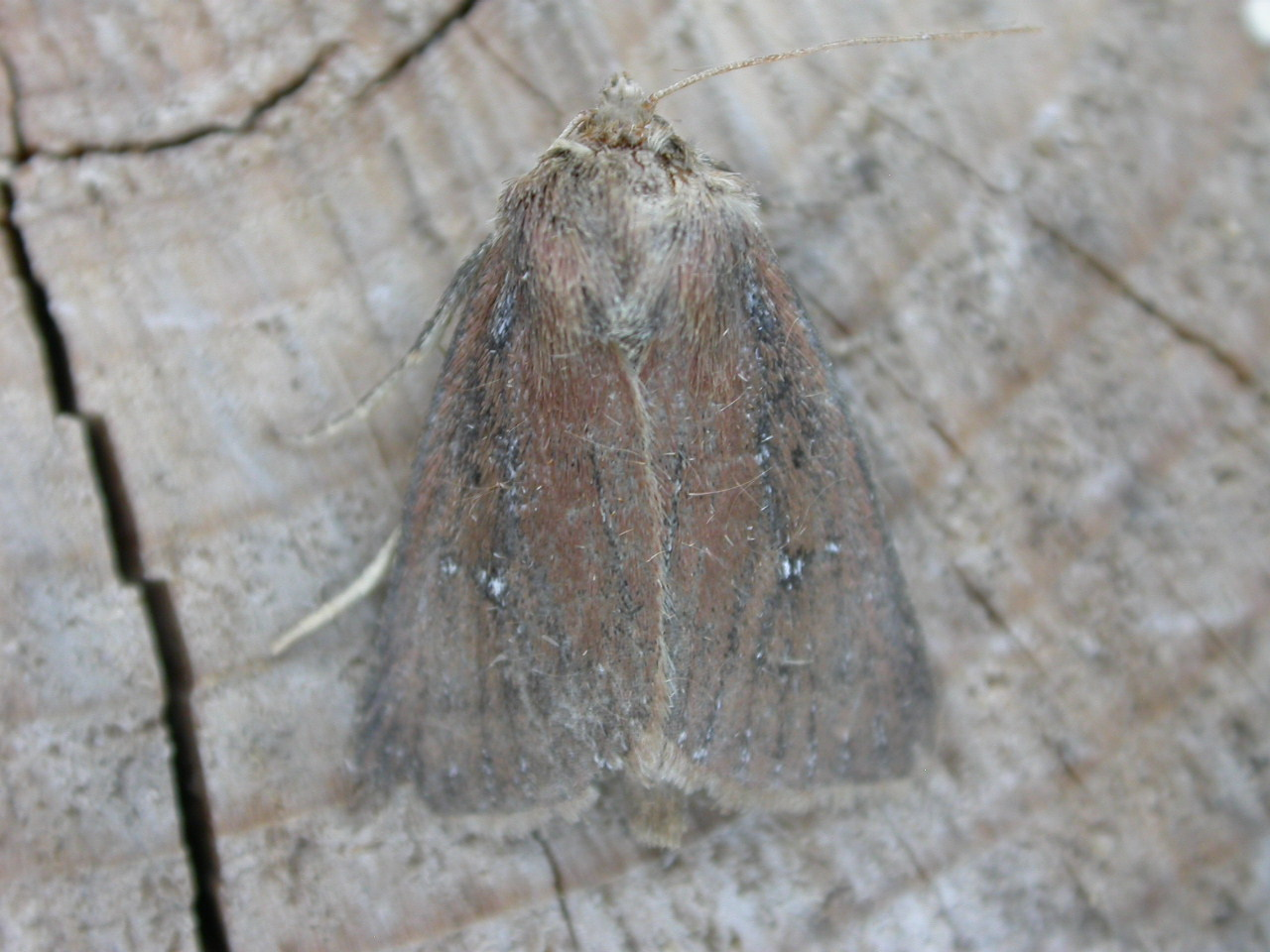
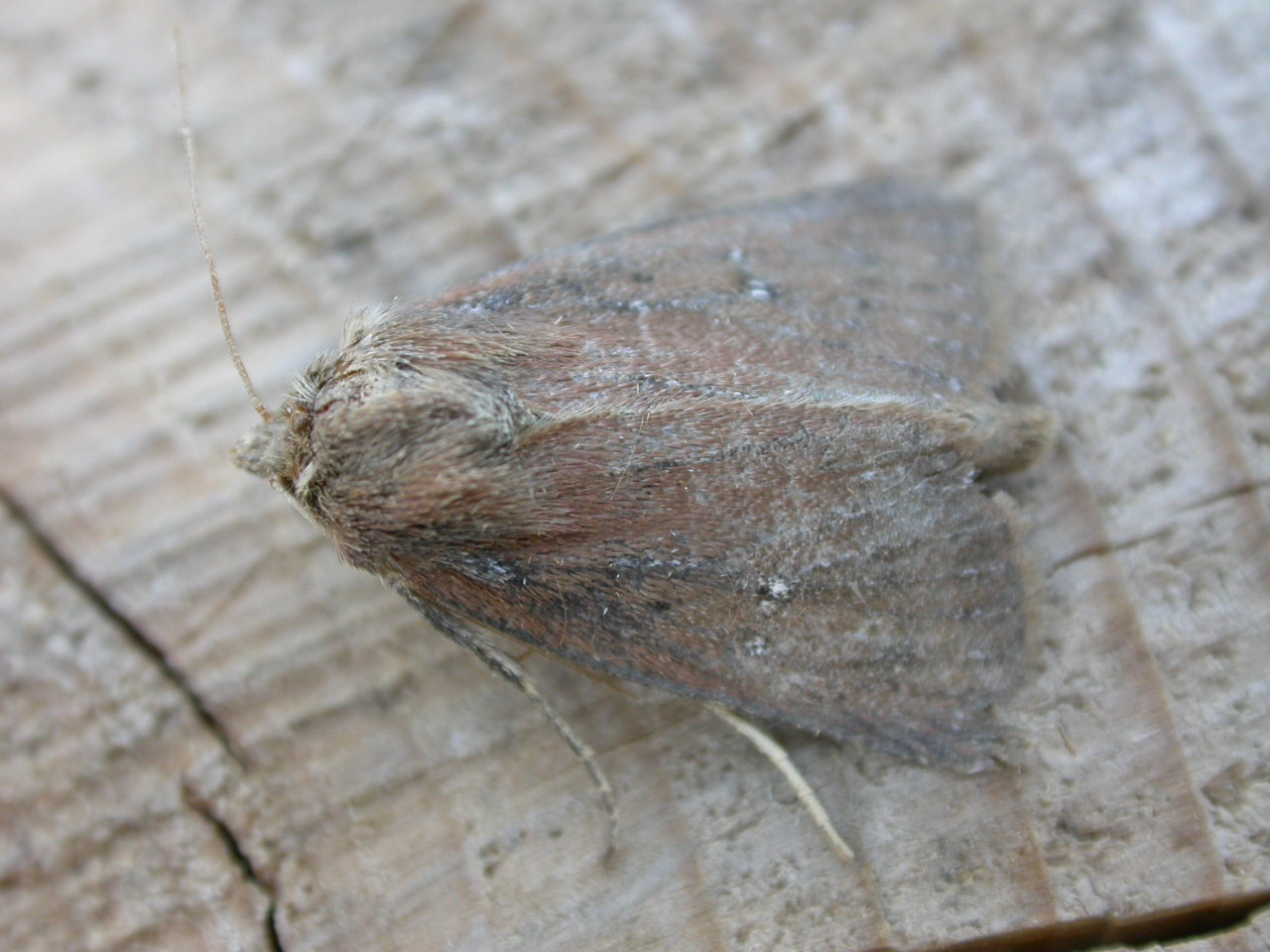
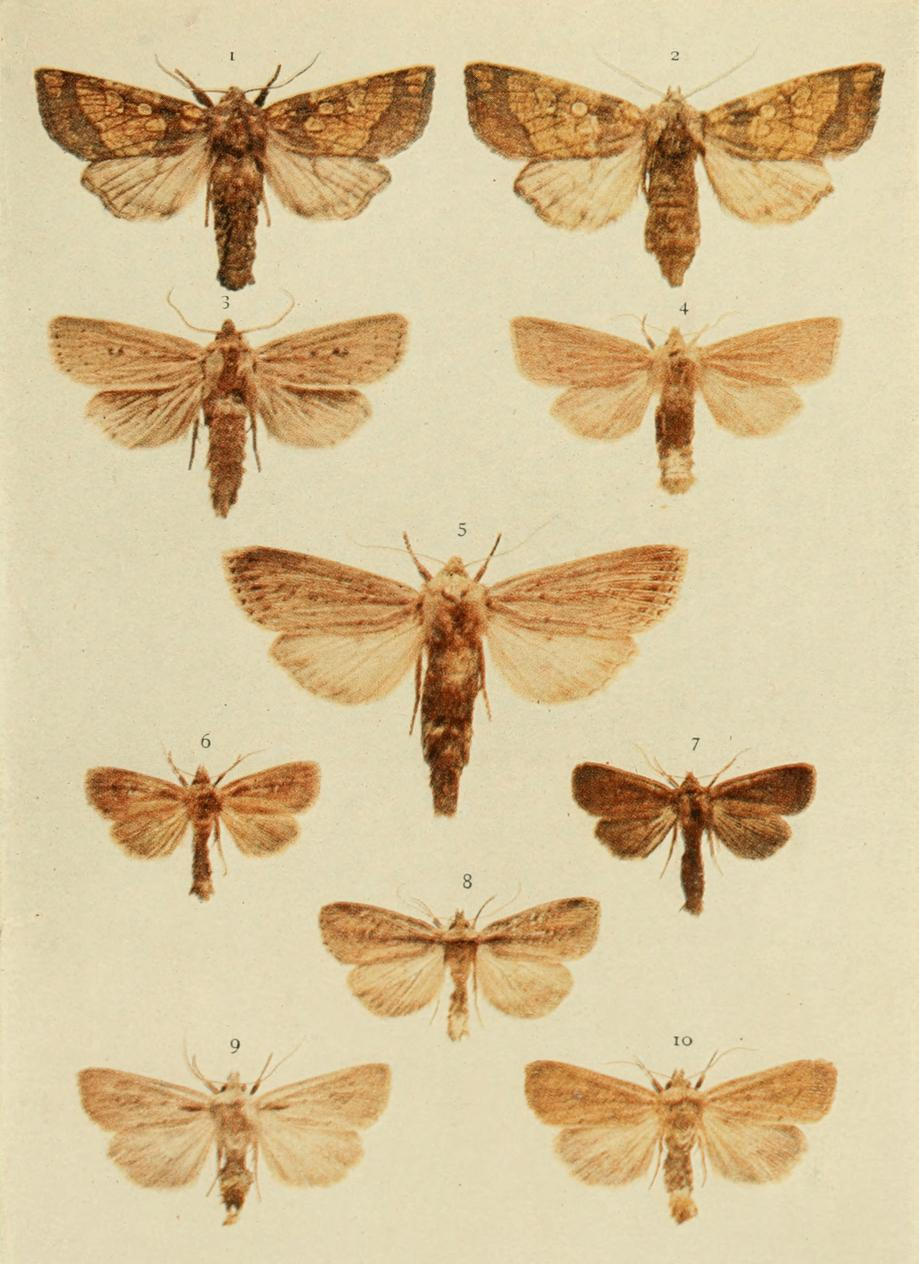
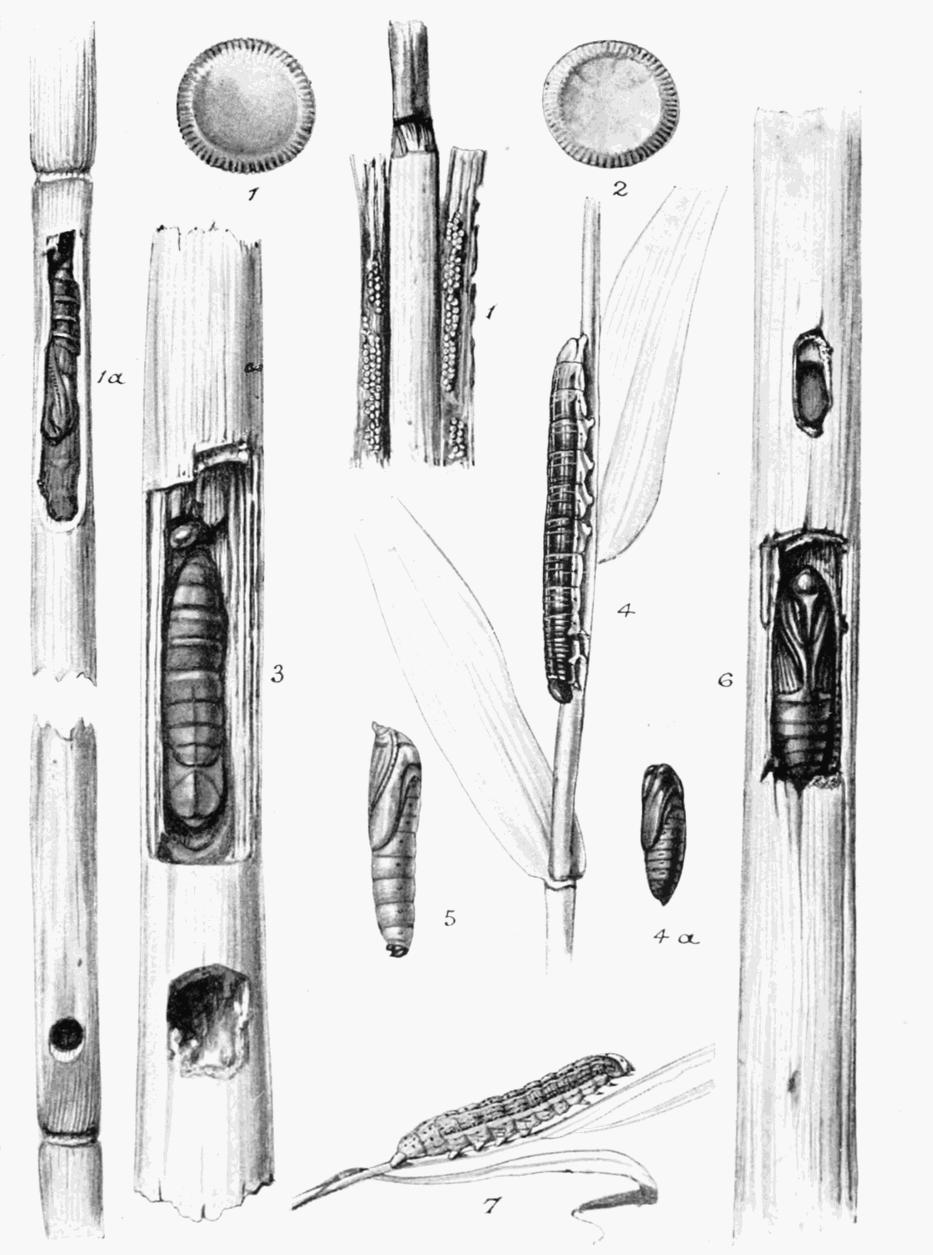